# Czernice (województwo podlaskie)
Czernice – wieś w Polsce położona w województwie podlaskim, w powiecie kolneńskim, w gminie Kolno.
Wierni kościoła rzymskokatolickiego należą do parafii św. Anny w Kolnie.

## Historia
Wieś szlachecka położona była w drugiej połowie XVI wieku w powiecie kolneńskim ziemi łomżyńskiej. Na przełomie lat 1783/1784 wieś leżała w parafii Kolno, dekanat wąsoski diecezji płockiej i była własnością Ferdynanda Horbowskiego, skarbnika bracławskiego.
W czasach zaborów w granicach Imperium Rosyjskiego. W latach 1921–1939 wieś leżała w Polsce, w województwie białostockim, w powiecie kolneńskim, w gminie Czerwona.
Według Powszechnego Spisu Ludności z 1921 roku zamieszkiwało tu 125 osób. Było tu 18 budynków mieszkalnych. Na południe od wsi zlokalizowany był folwark o tej samej nazwie. W 1 budynku mieszkalnym, zamieszkiwało 39 osób,  27 było wyznania rzymskokatolickiego a 12 mojżeszowego. Jednocześnie wszyscy mieszkańcy zadeklarowali polską przynależność narodową.
Miejscowość podlegała pod Sąd Grodzki w Kolnie i Okręgowy w Łomży; właściwy urząd pocztowy mieścił się w Kolnie.
W wyniku napaści ZSRR na Polskę we wrześniu 1939 miejscowość znalazła się pod okupacją sowiecką. 2 listopada została włączona do Białoruskiej SRR. 4 grudnia 1939 włączona do nowo utworzonego obwodu białostockiego. Od czerwca 1941 roku pod okupacją niemiecką. 22 lipca 1941 r. włączona w skład okręgu białostockiego III Rzeszy.
W latach 1975–1998 miejscowość administracyjnie należała do województwa łomżyńskiego.